# Francisco Saizár-Vitoria
Francisco Saizár-Vitoria (Espanya, 1880 - ?, 1923) és un compositor espanyol. Es desconeixen les seves dades autobiogràfiques.

## Obra
Algunes de les obres religioses que va compondre es conserven a l'arxiu del Col·legi del Corpus Christi del Patriarca de València i d'altres a l'arxiu històric de la Unió Musical Espanyola (UME). És autor d'un Mètode de cant-coral, que va escriure per ús dels col·legis, seminaris i comunitats religioses (CD/UME, 1914).

### Música religiosa
- Canción al Sagrado Corazón de Jesús, Co, V, órg o arm (IA/UME).
- Cántico al Sagrado Corazón de Jesús, op. 28, Co, órg (CD/UME).
- Dos flores a María, op. 29, Co, V, órg (CD).
- Gozos a la reina del Carmelo, Co, órg (IA/UME).
- Himno a la reina del Carmelo, Co, órg (IA/UME).
- Himno al niño Jesús de Praga, Co, órg (IA/UME).
- María, dulce madre, Co, órg, E:VAcp.
- Plegaria a la Virgen, V, arm (UME, 1916).
- Tantum ergo, Co, V, órg (IA/UME).

### Altres
- ¡Así cantan los quintos!, Capr-J, p (CD/UME, 1914).
- Calderón, Paso, p (UME, 1915).